# Fête de l'Humanité
 (avril 2022).
L'article doit être relu — et modifié si nécessaire — par des contributeurs indépendants pour apporter un regard critique aux contributions effectuées en violation des conditions d'utilisation de Wikipédia, tant sur la forme (notamment concernant le style encyclopédique, la proportionnalité) que sur le fond (la neutralité de point de vue, la qualité et l'indépendance des sources).
 (mai 2022).
La Fête de l'Humanité, communément appelée Fête de l'Huma, est un événement organisé tous les ans par le journal L'Humanité au cours du second week-end de septembre, durant trois jours. Créée par Marcel Cachin, alors directeur de L'Humanité, sa première édition a lieu le 7 septembre 1930 à Bezons.
En 2024, sa 90e édition a lieu du 13 au 15 septembre, sur la Base 217 du Plessis-Pâté et de Brétigny-sur-Orge (91) et attire plus de 430 000 visiteurs sur trois jours.
La Fête de l'Humanité se veut un événement politique et multiculturel. Il rassemble des militants et sympathisants de l’ensemble des partis de gauche et d’extrême gauche en France, et des syndicats et des associations, médias ou ONG.
La Fête de l'Humanité a organisé de grands concerts internationaux en plein air (Pink Floyd en 1970, Joan Baez en 1971, The Who en 1972, Chuck Berry en 1973…). La place de la musique est prépondérante (plus de 50 concerts). La culture en général n'est pas oubliée : un Village du livre, des spectacles d'art vivant, des projections cinématographiques, des expositions artistiques, plus d'une centaine de débats, tables rondes et conférences.
La Fête de l'Huma est historiquement organisée à La Courneuve en Seine-Saint-Denis. À cause de l’implantation du Village des Médias des JO 2024 sur ce terrain, la 87e édition s’installe sur l'ancienne base aérienne 217 de Brétigny-sur-Orge et du Plessis-Pâté, (Essonne).

## Objectifs et histoire

### Origines

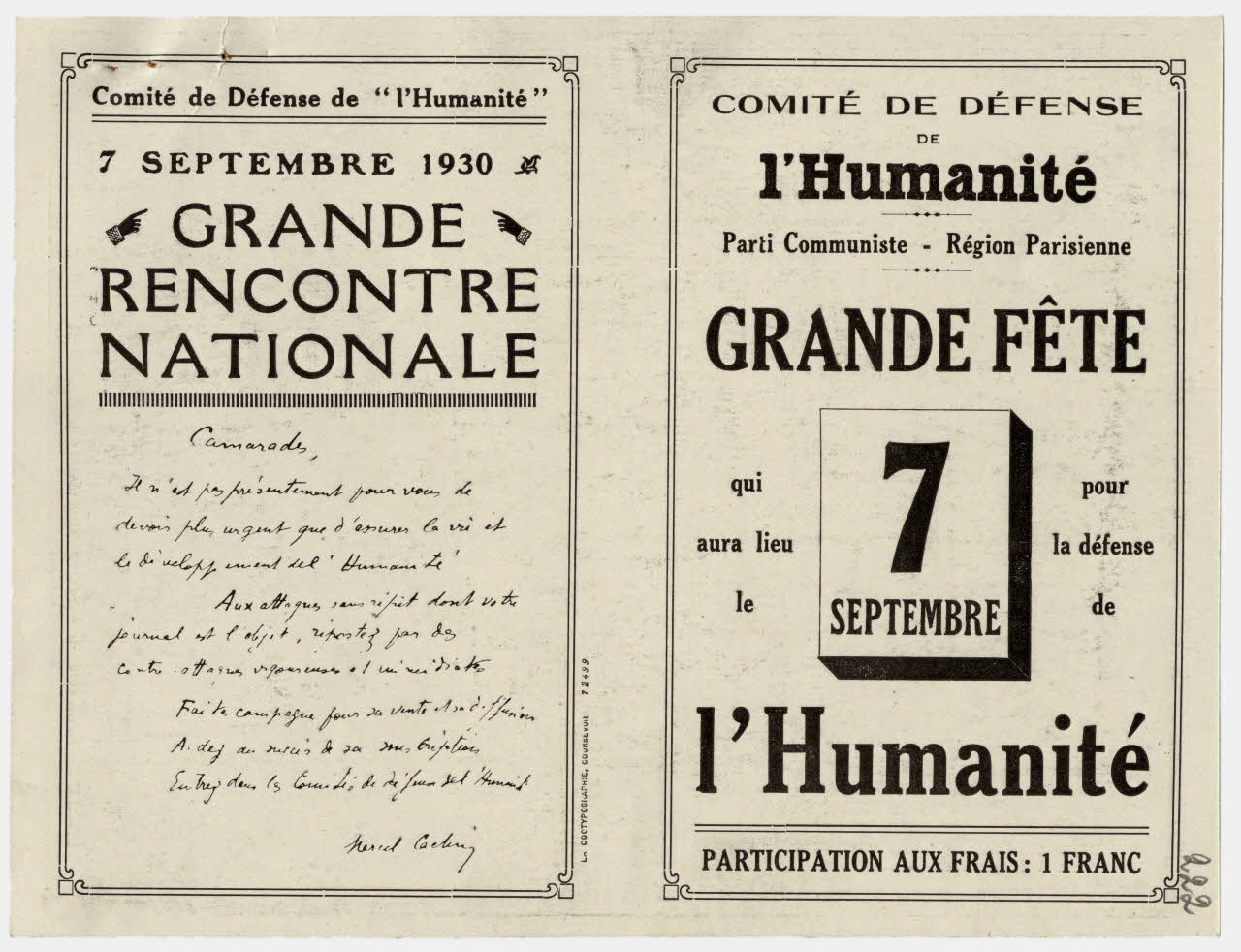
Carton d'invitation à la première Fête de l'Humanité signé par Marcel Cachin.

La Fête de l'Humanité est créée en 1930 par Marcel Cachin (directeur de L'Humanité de 1918 à 1958).
Il souhaitait en faire un événement populaire, une manifestation de « solidarité prolétarienne ». Il reprend le principe ancien d'une Fête de L'Humanité. Ce principe fut avancé par Marcel Sembat et adopté par le Conseil national du Parti socialiste le 2 février 1913, juste après le lancement de L'Humanité à six pages (Le Socialiste, 9 février 1913).
Cette décision fut confirmée lors du congrès socialiste de Brest (23-25 mars 1913). La guerre a arrêté le projet.
Une Fête du Populaire, quotidien socialiste du soir, avait rencontré un certain succès (10 000 participants) le 22 juin 1919. Des divisions internes ont empêché une seconde édition, le 19 septembre 1920.

### Naissance et essor

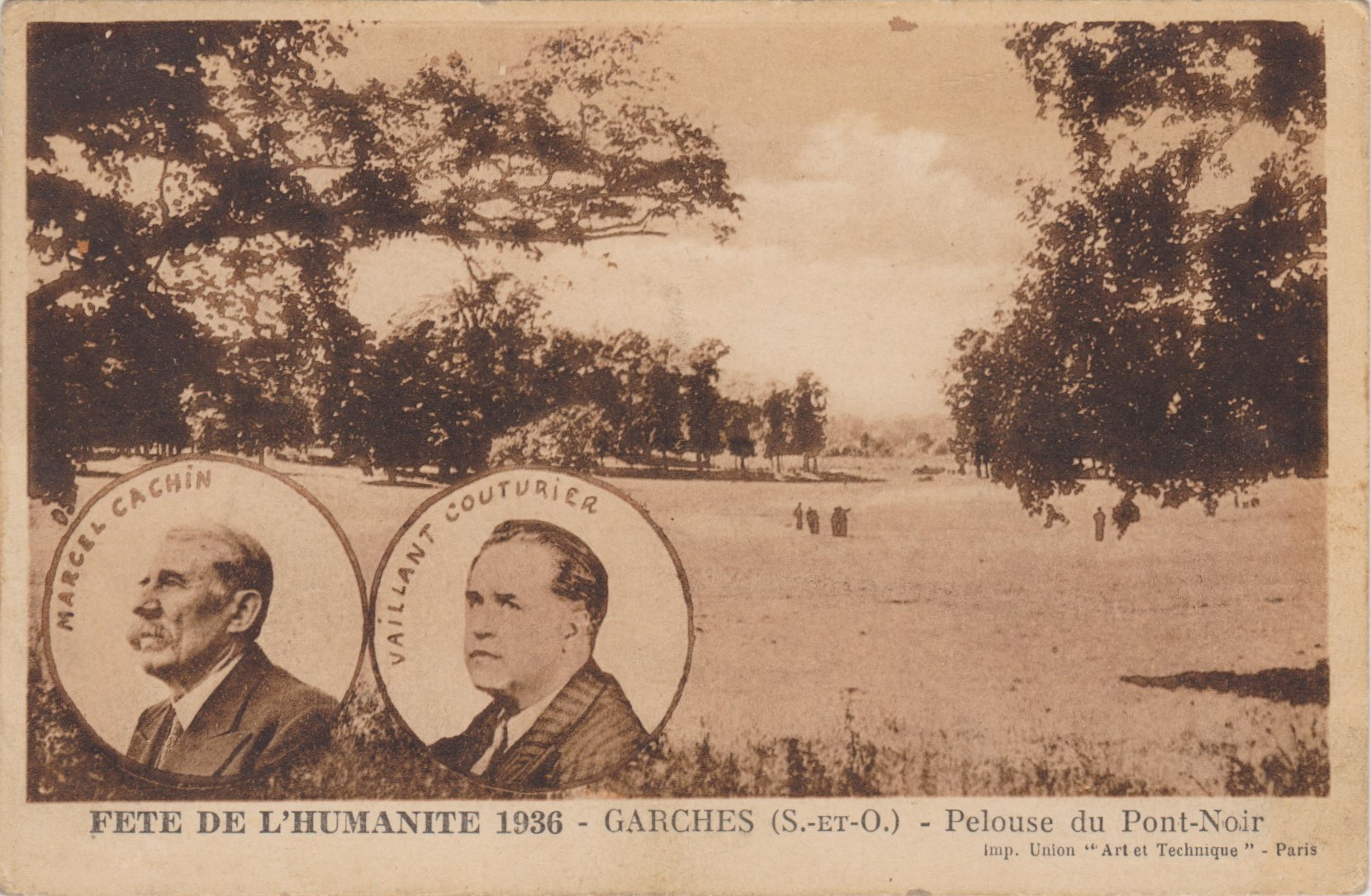
Fête de l'Humanité 1936 à Garches en Seine-et-Oise. Une carte de soutien destinée aux participants est éditée et diffusée par les Comités de défense de l'Humanité (CDH). En médaillons figurent deux figures emblématiques du journal : Marcel Cachin et Paul Vaillant-Couturier. Des cartes postales sont éditées régulièrement pendant des décennies, à l'occasion de la fête. Le 30 août 1936, plus de 300000 participants sont annoncés.

La première Fête de l'Humanité se tient le 7 septembre 1930 au parc Sacco et Vanzetti, à Bezons (aujourd'hui Val-d'Oise). Cette Fête avait pour objectif de développer la diffusion de L'Humanité et dégager des bénéfices pour le journal. De l'argent est récolté pour soutenir les mineurs en grève. L'entrée est à deux francs ; mille personnes viennent à cette première Fête. Un seul stand n'est pas parisien : celui de la ville d'Alès (Gard).
La seconde Fête de l'Humanité se déroule en 1931 à Athis-Mons (aujourd'hui en Essonne), au parc communal d'Avaucourt. Un concert radiophonique par haut-parleurs est retransmis pendant le repas.
En 1932, elle a lieu à la clairière des Quatre-Cèdres à Garches, en présence de 50 000 participants et de Jacques Prévert, auteur du chœur parlé Vive la presse.
En 1934, 120 000 participants se pressent à Garches.
En 1935, 150 000 participants sont présents autour de 350 stands. Cette édition a lieu le 1er septembre et se clôture par une fête de nuit pour la première fois.
La Fête de l’Humanité veut incarner l’esprit du front populaire, elle appelle à l’unité du monde ouvrier, et se mobilise ensuite contre le fascisme et contre la guerre.

### Développement progressif et enrichissement de la programmation

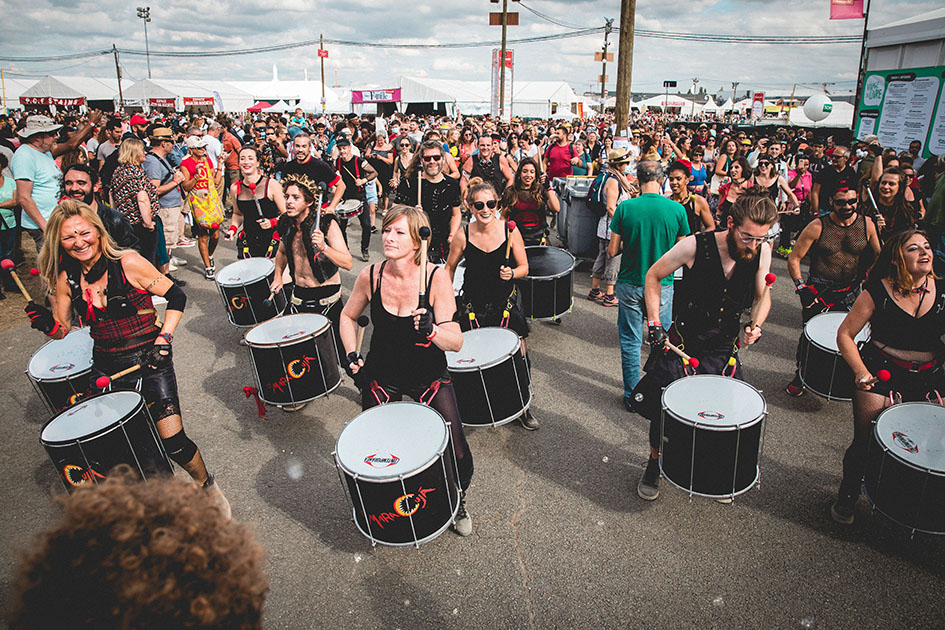
11 septembre 2021, La Courneuve, Batucada O Maracujá.

Les spectacles se développent. Les premiers grands concerts ont lieu en 1936, lors du Front populaire. La Fête dépasse les 300 000 participants.
Toujours à Garches, le 30 août 1937, la Fête accueille ses premiers stands d'autres pays : Suisse, Belgique, Angleterre, Union soviétique ; la vedette Marianne Oswald et le French cancan sont à l’affiche. Une grande parade de la FSGT s'y déroule. La Fête dure deux jours et demi, du samedi matin au lundi après-midi. La TCRP, ancêtre de la RATP, met à disposition des bus spéciaux. Son succès attire des délégations étrangères anglaise, belge et suisse, dit L'Humanité du 2 septembre : « Pour voir Garches mais aussi apprendre la technique ardue des grandes fêtes populaires ».
En 1938, à Garches, la vedette est Charles Trenet. La Ronde des saisons de Paul Vaillant-Couturier réunit 750 acteurs. « Le 4 septembre 1938, la durée de la Fête, placée sous le signe de l'union de la nation laborieuse pour la défense des conquêtes sociales du Front populaire et la sauvegarde de la sécurité du pays est revenue à un seul jour. Un service de bateaux relie le quai du Louvre à la fête pour 5 francs aller-retour. Le spectacle continue dans la recherche de la qualité. Après la projection de films militants sur les luttes du peuple espagnol, le tour de France de L'Humanité ou de dessins animés de Walt Disney, on peut assister à des danses et ballets, et applaudir les chanteurs. Quatorze danseurs de l'opéra participent au ballet. Et la grande vedette de la chanson, Charles Trenet, qui, la nuit venue, clôturera cette 9e fête, rencontre un gros succès. »
Un spectacle en 20 tableaux, La Ronde des saisons, est présenté sur la grande scène, des ballons rouges sont lancés, on rend hommage à Paul Vaillant-Couturier, mort dans l'année, Cachin et Duclos prononcent un discours.
Interrompue pendant la guerre et pendant les années d’Occupation, de 1939 à 1944, la Fête de l’Huma reprend à la Libération ; elle réunit un million de personnes en 1945, au bois de Vincennes. De 1945 à 1949, la Fête est fidèle à l’esprit du Front populaire. Elle lance des appels à l’unité de la démocratie française (la gauche est particulièrement fragmentée). Au lendemain de la Seconde Guerre Mondiale, elle affirme la nécessité de reconstruire la France.
À partir des années 1950, la paix est le thème majeur de la Fête. On trouve des sujets divers : la dénonciation des crimes de l’impérialisme français, la solidarité envers les victimes, la dénonciation du maccarthysme.
À partir de ces années, de grands restaurants installent des stands, plus de 300 en 1951.
En 1952, est créée « la vignette » : elle fait office de billet pour participer à la Fête de l'Humanité pour les militants qui participent à son organisation. Aujourd'hui, la vignette est connue sous le nom de « bon de soutien ». La Cité Internationale, qui deviendra le Village du Monde, et dont la place ne cesse d’augmenter dans les années 1970, voit le jour en 1954. Trente départements sont représentés. Les spectacles prennent de l’ampleur durant les années 1950. Ils deviendront internationaux en 1970 avec la venue de Pink Floyd à la Fête.
Jusqu’en 1956, la Fête se déroule au bois de Vincennes, puis en 1957 et 1958, à Montreuil, au parc Montreau, en 1959, aux terrasses de Meudon.

### Sur les routes de La Courneuve
Le parc des Sports de La Courneuve accueille la Fête à partir de 1960 et jusqu'en 1971, sauf de 1966 à 1970 où elle a lieu sur la pelouse de Reuilly, au bois de Vincennes.
En 1972, l’union de la gauche est le thème central de la Fête. Le programme commun de gouvernement est signé. D’année en année, les débats prennent de l’ampleur, jusqu’en 1981 où la gauche arrive au pouvoir. De 1972 à 1998, la Fête se tient dans le parc Georges-Valbon (ou parc paysager de la Courneuve), dessiné par des paysagistes sur un ancien bidonville.

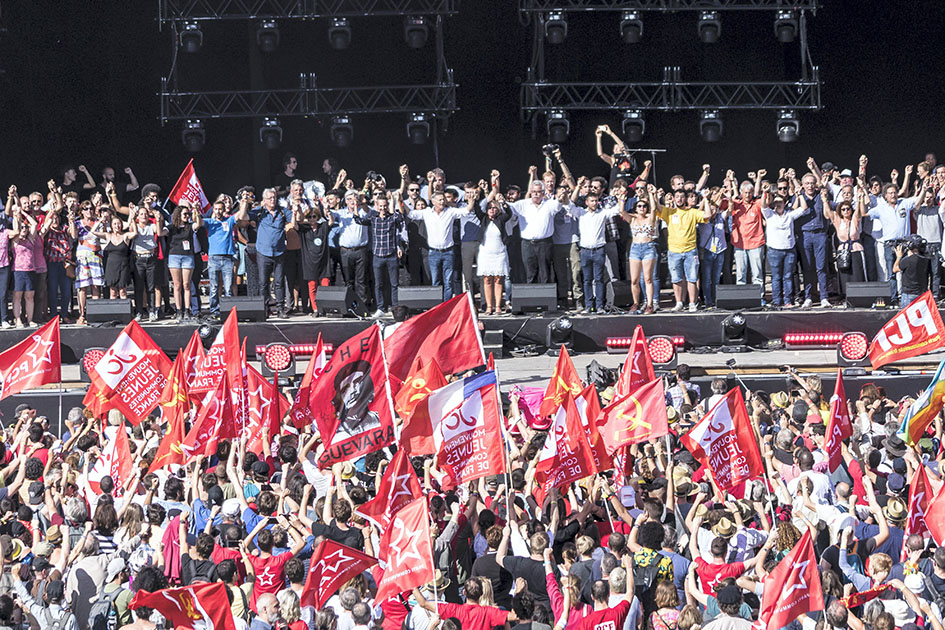
14 septembre 2019, La Courneuve, meeting de Fabien Roussel.

La toiture de la grande scène centrale est imaginée en 1972 par l’architecte brésilien Oscar Niemeyer, comme une toile tendue sur des grues de chantier. Elle est réalisée par l’architecte allemand Hans-Walter Müller en 1974.
La journée du vendredi, auparavant réservée aux militants, est ouverte au public depuis les années 1980.
La droite revient au pouvoir en 1986. La Fête de l’Humanité donne de la visibilité aux luttes des chantiers navals, des cheminots, d’EDF, Michelin, des mineurs de Gardanne et bien d’autres.
Le programme de la Fête est accessible sur Internet à partir de 1991.
Durant les années 1990, l'Union soviétique s'effondre, la Fête garde vivante l'idée révolutionnaire à travers les diverses luttes internationales et les multiples mouvements sociaux.
Depuis 1999, la Fête s'est installée à l'Aire des Vents du parc Georges-Valbon (parc de La Courneuve-Dugny), contigu à l'aéroport du Bourget. Cette année-là, la Fête de l'Humanité prend un virage : le journal n'est plus l'organe de presse du PCF. La Fête reste le rassemblement des acteurs du mouvement social, un moment de rencontres et d'échanges entre les porteurs de ces combats.

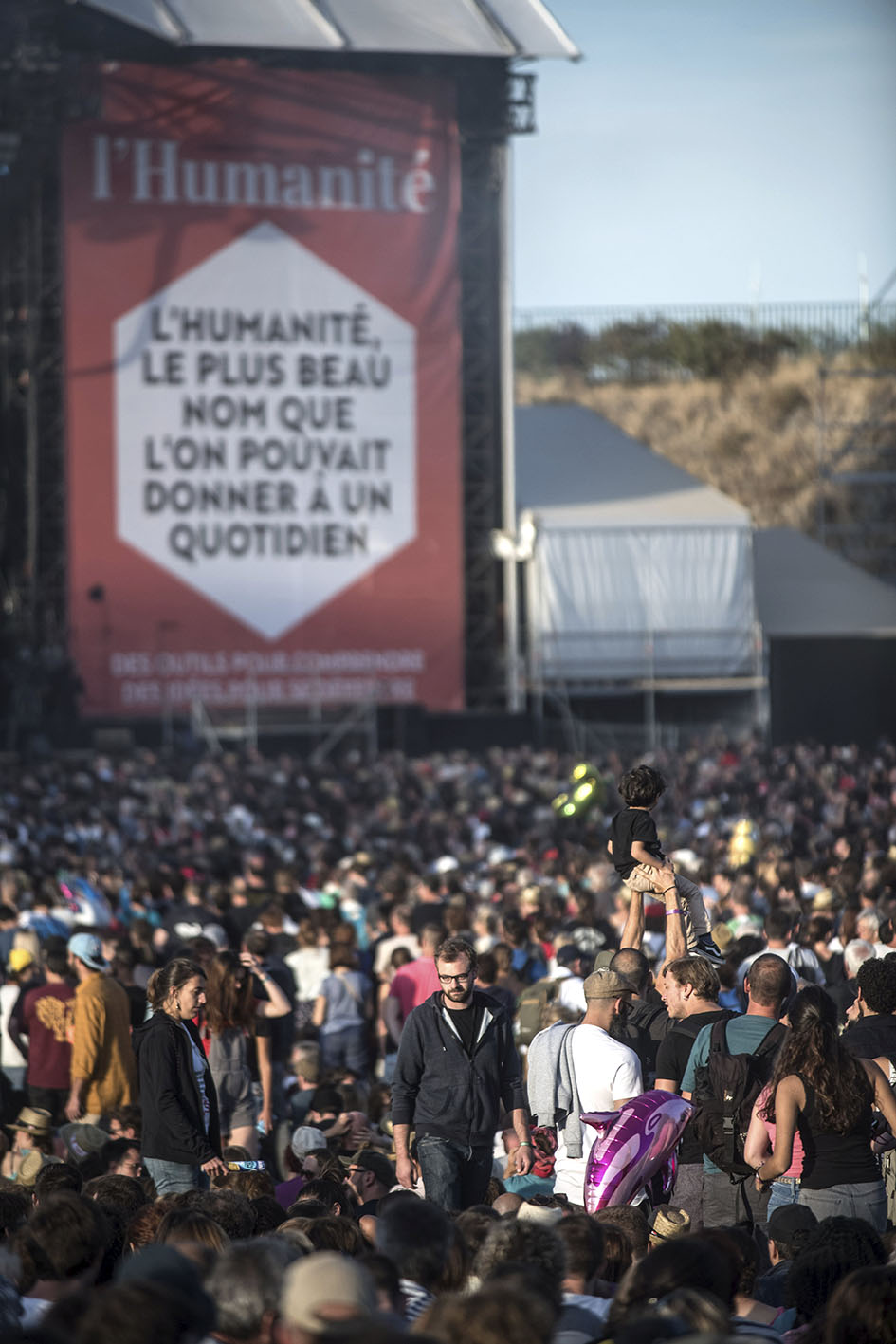
15 septembre 2018, La Courneuve, Grande Scène (Angela Davis).

### Trajectoire de l'un des plus grands événements culturels français
À partir des années 2000, la Fête de l'Humanité accueille de plus en plus largement les associations, syndicats et autres forces politiques. L'actualité reste au cœur des débats, notamment les attentats terroristes du 11 septembre 2001, les élections de 2002 et la montée de l'extrême droite, le référendum sur le Traité constitutionnel européen en 2005, l'arrivée de Nicolas Sarkozy au pouvoir en 2007, les ravages de la crise économique dès 2009, et bien d'autres.
Les luttes sociales convergent au sein de la Fête : salariés de LU en 2001, crise des intermittents du spectacle en 2003, salariés de Molex, Caterpillar et Continental en 2009. La solidarité internationale est affichée : soutien au peuple palestinien, à l'Afrique avec l'UNICEF en 2007, contre la guerre en Afghanistan et en Irak.
Les débats attirent, la programmation musicale aussi. La Fête de l'Humanité propose une programmation musicale éclectique et internationale à petit prix. En 2005, 600 000 participants à La Courneuve comme en 2009 ; 650 000 en 2012 ; et 800 000 personnes en 2018.
Des déclinaisons régionales de la Fête de l'Humanité se créent : celle de Bretagne, à Lorient, créée au début des années 1990, celle de Normandie, à Rouen et qui existe depuis plus de 20 ans, ou encore celle de Rhône-Alpes, à Lyon depuis 2011.

#### La Fête de l'Humanité durant la pandémie de Covid-19

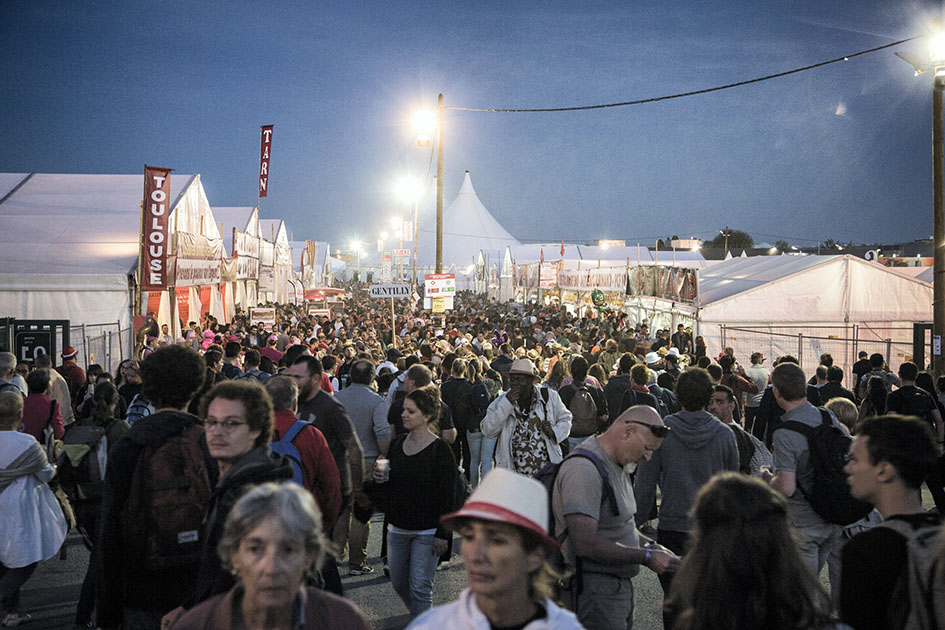
15 septembre 2018, La Courneuve, Allées de la Fête de l'Humanité.

En 2020, du fait de l’épidémie de Covid-19, la Fête de l’Humanité s’est déroulée dans un format particulier : « Fête de l’Humanité Autrement ». Plusieurs lieux ont été investis en Île-de-France, notamment La Bellevilloise, la Maroquinerie, le Kilowatt de Vitry-sur-Seine ou encore l’Espace Niemeyer, pour une programmation étalée dans ces différents lieux. L’intégralité de ces débats, concerts et initiatives culturelles ont été retransmis en direct live sur les chaînes YouTube et Twitch de l’événement. La programmation musicale présentait Suzane, La Fine Équipe, Niro, Bambounou, Chloé, HK, Les Grandes Bouches, Les Vulves Assassines, Micro Climat, Pardonnez-nous, Salut c'est cool, ou encore Soso Maness. Toutes ces actions étaient retransmises en direct sur une plateforme numérique ; le prix du billet à 25 euros comprenait 5 euros reversés au Secours populaire français, afin de soutenir leurs actions auprès des populations fragilisées par la crise sanitaire.
En 2021, la Fête de l’Humanité a pu se tenir dans un format presque normal malgré l’épidémie de Covid-19. À la suite des discussions avec les autorités sanitaires, la mesure la plus importante fut la restriction des jauges à 40 000 personnes par jour, au lieu des 130 000 habituellement. La décision de tenir la Fête de l’Humanité en 2021 a été prise le 17 juin 2021. Cela obligeait les organisateurs à préparer l’événement en trois mois. Malgré cette restriction et le contexte particulier de sa préparation, l’édition 2021 fut un succès. La Fête de l’Humanité est le seul événement à avoir pu rassembler plus de 100 000 participants en 2021.

### Déménagement et installation sur l'ancienne base aérienne "Base 217"
Patrick Le Hyaric, dans son allocution du dimanche 12 septembre 2021 sous le chapiteau des « Amis de l'Humanité », avait annoncé que l'édition 2022 de la Fête de l'Humanité se déroulerait du jeudi 8 au dimanche 11 septembre, sur l’ex-base aérienne 217, au Plessis–Paté en Essonne. Cette première édition sur ce nouveau terrain a rassemblé 400 000 personnes.

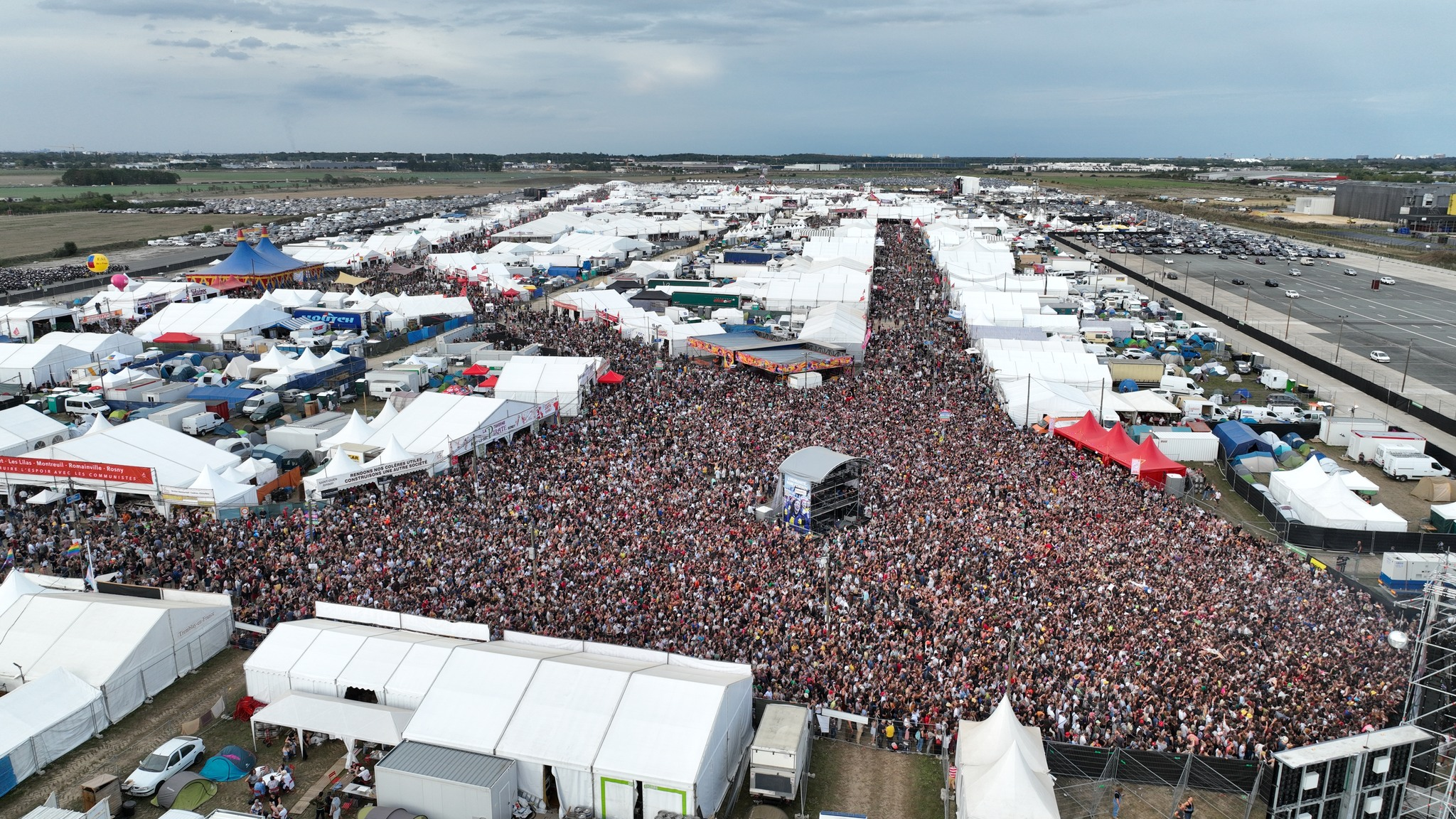
Vue de drone - Fête de l'Humanité 2023.

En 2023, la Fête de l'Humanité a pérennisé son installation sur la Base 217 du Plessis-Pâté. L'implantation de l'évènement a été entièrement modifiée afin de fluidifier la circulation interne, améliorer les accès au site et faciliter les déplacements du public. Cette édition fut fermée le dimanche 17 septembre : le département étant placé en alerte orange à cause d'un épisode orageux. Les concerts ont été avancés pour éviter des annulations et aucun dégât matériel ou humain n'a été constaté. L'édition 2024 a rassemblé 450 000 spectateurs.

## Valeurs et principes

### Rendre la culture accessible au plus grand nombre
Depuis sa création, la Fête de l'Humanité s'attache à rendre la culture accessible à tous. Il s'agit de permettre aux participants de « mieux revendiquer leur appartenance au patrimoine intellectuel et populaire ». L'offre culturelle de la Fête de l'Humanité s'est développée en présentant de nombreuses formes artistiques et culturelles. La musique est représentée au même titre que les arts vivants, la littérature, les arts plastiques et visuels, le jeu, le cinéma ou encore le sport. Des artistes et sportifs de renommée et de nationalités diverses sont à la portée de tous et toutes pour une somme modique.
Les cultures du monde entier sont mises à l'honneur au sein du Village du Monde (ex-Cité Internationale). Y participent des associations et mouvements politiques internationaux, rendant leur culture et leurs combats politiques accessibles par-delà les frontières.

### Rassembler les mouvances de la gauche populaire en France et à l'international
Une même aspiration anime chaque édition : celle de l'union des forces populaires et des forces de gauche, sans tenir compte du contexte politique. Sous des gouvernements de gauche, durant des périodes de mouvements sociaux, ou bien à l'aube de la montée de l'extrême droite, la Fête se veut un lieu de résistance, un espace unique d'échanges, de débats, de réflexions, dont la vocation première est de rassembler et fédérer.

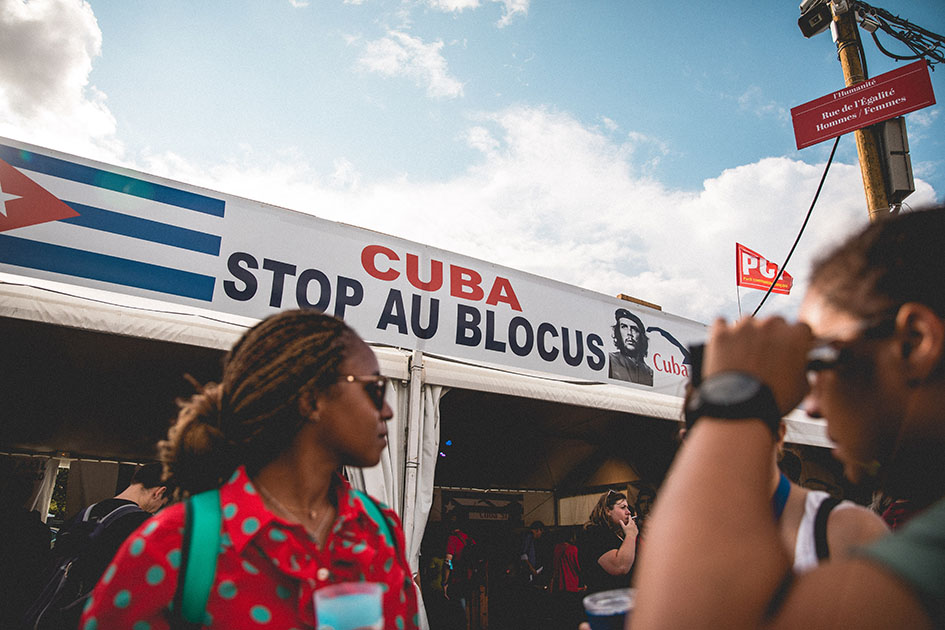
10 septembre 2021, La Courneuve, Stand du Parti communiste de Cuba.

La Fête de l'Humanité affiche aussi une dimension clairement internationaliste. Pour preuve, la création de la Cité internationale en 1954, qui deviendra plus tard le Village du Monde, qui accueille des partis des quatre coins du monde. Elle porte un message de solidarité et d'engagement au-delà des frontières. En témoigne la présence de grandes personnalités internationales tel qu'Angela Davis ou plus récemment Dilma Rousseff, en 2019. La Fête de l'Humanité affiche sa solidarité avec les républicains espagnols dès 1936 ; elle affirme son soutien à l'URSS en 1938 ; elle dénonce les crimes français en Algérie et prend parti contre la guerre du Viêt Nam et de Malaisie en 1950 ; elle soutient la Corée[Laquelle ?] (1951-1953), s’oppose à la guerre d'Indochine (1951-1954), à la guerre d'Algérie (1956-1962), soutient les progressistes grecs (1961), espagnols et portugais (1962) et dénonce la guerre du Vietnam (1964-1975). La Fête donne un écho à ces discours à travers le monde, témoignant de l’envie de faire société ensemble, de faire monde commun.

### Rassembler des initiatives et des personnalités politiques

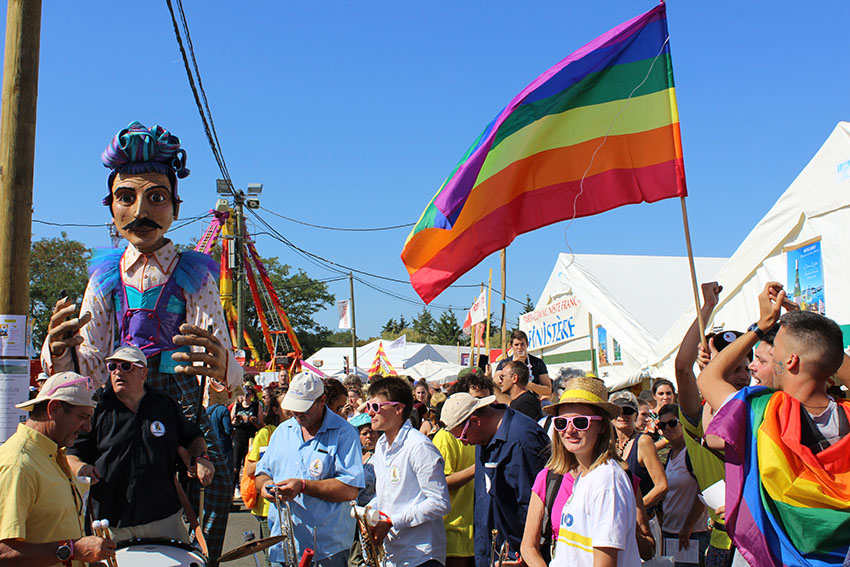
14 septembre 2019, La Courneuve, Humarche des Fiertés avec la Cie Les Grandes Personnes.

Chaque année, au regard de l’actualité, la Fête de l’Humanité prend une orientation particulière. En 1945, les mineurs sont à l’honneur, au même titre que la reconstruction du pays au lendemain de la Seconde Guerre Mondiale. La 33e édition affirme sa solidarité avec le peuple vietnamien, tout en revenant sur les grèves de 1968 qui se sont déroulées quelques mois auparavant. L’édition de 1989 a pour fil rouge les luttes pour les libertés syndicales et affiche son soutien au peuple palestinien en rappelant le thème de la Révolution française. 2001 sera marquée par les attentats du 11 septembre : la Fête se tient quatre jours après et met l’accent sur « la fraternité face au désordre du monde ». La 72e édition de 2007 était imprégnée par les proximités des élections présidentielles et se voulait une tentative d’unir la gauche, en célébrant aussi le 40e anniversaire de la mort de Che Guevara. En 2019, une marche pour le climat est organisée, suivie d’un débat sur la justice climatique, et une « Humarche des fiertés » est faite pour revendiquer les mêmes droits pour toutes et tous, alors que le projet de loi sur la PMA atteint l’Assemblée nationale.

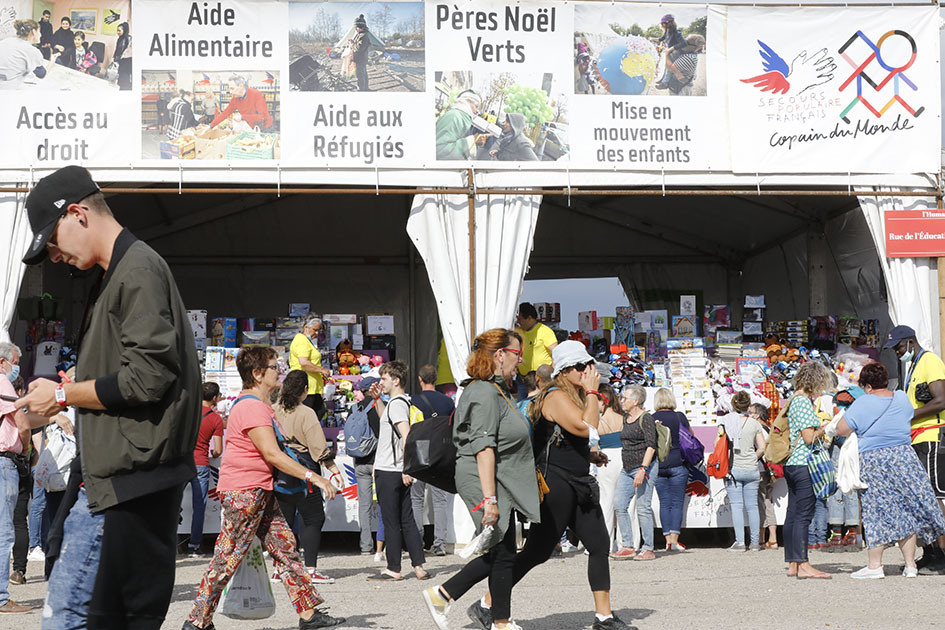
10 septembre 2021, La Courneuve, Stand du Secours populaire français.

La Fête de l’Humanité représente un moyen de soulever des fonds pour de nombreuses causes sociales, depuis les ouvriers du Nord en grève en 1930 au fonds d’urgence solidaire pour le Secours populaire français en 2020 et 2021, en passant par une collecte pour l’Espagne en 1936.
Pour renforcer l’impact de ces actions et donner d’autant plus de visibilité aux messages revendiqués, des personnalités politiques de tous horizons ont marqué la Fête de leur présence. En 1973, Angela Davis est le symbole des réussites engendrées grâce à la force de la solidarité et de motivation dans la lutte pour tous les peuples opprimés. En 1996, Nelson Mandela adressait un discours à la Fête de l'Humanité à sa sortie de prison, encourageant la jeunesse à continuer sa lutte pour les libertés et contre les discriminations. En 2018, la jeune militante palestinienne Ahed Tamimi vient sur la grande scène faire un discours à 80 000 personnes, pour défendre la cause palestinienne et dénoncer l'occupation des territoires palestiniens.

### Être une construction militante
Les stands présents sur la Fête de l’Humanité sont montés et tenus par des militants provenant des quatre coins de la France (et du monde) et représentant nombre de professions : de l’agriculture à l’enseignement, en passant par l’industrie. En cela, la Fête demeure le reflet du monde du travail et des luttes qui lui incombent. Tous les mouvements sociaux y sont à l’honneur, et donnent lieu à pléthore de discussions et réflexions. « Les stands de la Fête représentent le monde qui se bat », puisqu’elle demeure un endroit propice pour faire entendre sa voix, ses luttes et mettre du sens, de la résonance dans ses actions.
Les militants des fédérations et sections locales du Parti Communiste Français comme des autres partis et mouvements de gauche de France et d’ailleurs participent à la construction de la Fête de l’Humanité en montant et tenant leur stand. Ils y proposent de la nourriture ou des boissons locales, mais ont aussi une programmation propre et sont libres d’organiser sur leur stand des expositions, des débats ou encore des concerts.

## Programmation musicale et culturelle

### Années 1930
- 1930 : Exposition sur la mort de Jaurès, celle de Lénine, la mutinerie des soldats du 17e de Narbonne en 1907, les grèves du Nord de 1916, l’union sacrée de 1914.
- 1931 : Exposition de l’Huma, Grand Concert par l’Harmonie Ouvrière d’Halluin, représentation de théâtre en plein air et un grand bal populaire.
- 1932 : Chœur parlé de et avec Jacques Prévert[36].
- 1934 : Chorale ouvrière juive.
- 1936 : Ballet exécuté par 120 jeunes filles et une pyramide artistique. La Patrie de Bizet est jouée sur la scène circulaire de la Fête[37].
- 1937 : Les Drapeaux de la Liberté, exécuté par 750 personnes, dresse un tableau de la France depuis le Moyen Âge jusqu’aux luttes de 1936. Projection du film de Jean Renoir La Marseillaise.
- 1939-1944 : La Fête de l’Humanité ne peut se tenir, en raison du pacte germano-soviétique, puis de l'Occupation.

### Années 1940
- 1945 : Réalisation d'une fresque par Max Lingner et décors peints de Amblard, Bethausen, Chauvin, Laforêt, Linguer, Taslizki, Bertault, Forestier, Muryet et Marquet[38].
- 1946 : Représentation du spectacle Matins de France[39].
- 1948 : Projection d’un film en couleur sur le 800e anniversaire de Moscou. Représentation des Farces de Molière par le Théâtre indépendant de Clément Harari.
- 1949 : Henri Salvador, Francis Lemarque[40], le ballet de l’Opéra-Comique : des sauteurs-acrobates, du burlesque musical, des chansonniers, des funambules, des danses et chants folkloriques par des ensembles régionaux et d’outre-mer, des clowns, des cascadeurs et trapézistes.

### Années 1950
- 1951 : Représentation des spectacles Paris-Berlin et Tempête par Claude Martin sur des textes d’Henri Bassis et une musique de Jean Wiéner, Joseph Kosma et Frémiot.
- 1952 : Interprétation de la fresque musicale de Bassis et Kosma Celui de France que nous aimions le plus par le chansonnier Morelly, les chorales de Gennevilliers et Guy-Môquet.
- 1953 : Exposition de Fernand Léger.
- 1954 : Mime Marceau, Ballet de l’Opéra-Comique, farandole géante sur La Valse de l’Humanité composée par Jean Wiéner et Pierre Gamarra.
- 1955 : Cirque de Vincennes mis en scène par Claude Martin et présenté par Francis Crémieux et Pierre Asso.
- 1956 : Fernand Raynaud et Cirque de Vincennes.
- 1957 : Mick Micheyl, Line Renaud, Sidney Bechet, Francis Lemarque. Projection des Temps modernes de Charlie Chaplin et Si tous les gars du monde de Christian-Jaque. Exposition de peinture de tapisseries, de dessins (Fernand Léger, Jean Lurçat, Marc Saint-Saëns, Boris Taslitzky, André Fougeron).
- 1958 : Les Whisky Brothers, Les Ballets Ignatov, Cora Vaucaire, Mimi Paolo, Les Hellyos, Maurice Morelly, la Chorale populaire de Paris, Suzy Delair. Projection du film Le Sel de la Terre et du film Pavel Kortchaguine.
- 1959 : Paul Robeson, Michel Legrand, Léo Ferré[40].

### Années 1960
- 1960 : Paul Robeson, Jacques Brel[40].
- 1961 : Léo Ferré, Robert Lamoureux, Catherine Sauvage.
- 1962 : Jean Ferrat[41], Léo Ferré, Georges Brassens[42].
- 1964 : Eddy Mitchell, Charles Trenet, Annie Cordy, Nana Mouskouri.
- 1966 : Nino Ferrer, Johnny Hallyday (concert annulé à cause de la tentative de suicide de Johnny[43]).
- 1967 : Juliette Gréco, Guy Béart, Hugues Aufray, exposition Pablo Picasso[44].
- 1968 : Adamo, Mireille Mathieu, The Moody Blues.
- 1969 : Jacques Dutronc, Bill Coleman.

### Années 1970
- 1970 : Pink Floyd[19], The Voices of East Harlem, Michel Polnareff, Marcel Amont.
- 1971 : Claude Nougaro, Joan Baez, Magma, Soft Machine.
- 1972 : The Who[45], Mireille Mathieu, Golden Earring, Country Joe, Ewa Demarczyk, Jean Ferrat.
- 1973 : Chuck Berry, Jerry Lee Lewis, Alan Stivell, Catherine Ribeiro, Osibisa, Ange, Sun Ra, Robert Charlebois, Zao, Fats Domino, Little Richard, The Kinks.

Picasso : exposition posthume de 136 œuvres venues de Leningrad, Moscou, Prague, ou prêtées par des musées français et des collectionneurs particuliers.
- 1974 : Leonard Cohen[46], Exposition « Les Impressionnistes »[47].
- 1975 : Jacques Higelin, Tangerine Dream[48], Malicorne, Leny Escudero, Archie Shepp et Paul Mingus, Maxime Le Forestier.
- 1976 : Quilapayún, Míkis Theodorákis, François Béranger[49], Dharma, Evan Chandlee, Bernard Lubat, Zao, Confluence, Aladár Pege (en) Quintet, Charles Mingus Quintet, Archie Shepp Quartet, Max Roach Quartet, Zachary Richard et le Bayou des Mystères.
- 1977 : Deep Purple, Roger Siffer, Alan Stivell, Joan-Pau Verdier, Peter Gabriel, Miriam Makeba.
- 1978 : Léo Ferré, Genesis[50], Brand X, Malicorne, François Béranger.
- 1979 : Téléphone, Lavilliers, Charles Trenet, Catherine Ribeiro, Gilles Vigneault, The Cimarons.

### Années 1980
- 1980 : Téléphone, Maluzerne, Sapho, Pete Seeger, Angelo Branduardi, Catherine Lara.
- 1981 : Ray Charles[51], Bernard Lubat.
- 1982 : Magma, James Brown Picasso : « Louis Aragon et les peintres de son siècle ».
- 1983 : Julien Clerc, Robert Charlebois.
- 1984 : Jean Guidoni, Nina Hagen, Renaud, Satan Jokers, Marc Minelli, Claude Nougaro.
- 1985 : Johnny Hallyday, Diane Dufresne, Jesse Garon, Bernard Lubat, Carte de Séjour, Salif Keita, Alain Bashung, Manu Dibango « Contre l'apartheid » : peintures performances du groupe Banlieue-Banlieue avec le big band Urban Sax.
- 1986 : Jacques Higelin, Eddy Mitchell, Sapho, The Communards, Fela Kuti[52].
- 1987 : Demis Roussos, Kim Wilde, Maurane, Murray Head.
- 1988 : Kassav', James Brown[53], Francesca Solleville, Les Garçons bouchers, Les Négresses vertes.
- 1989 : Jacques Higelin, Stray Cats, Mano Negra, Charlélie Couture, Youssou N'Dour.

### Années 1990
- 1990 : Johnny Clegg, Manu Dibango, Dee Dee Bridgewater, Paul Personne, Colin James, Salif Keita, Michel Portal, Brouss Dokotor, Patricia Kaas.
- 1991 : Johnny Hallyday, Hubert-Félix Thiéfaine, Isabelle Aubret, Noir Désir[54], Pigalle, IAM, Michel Fugain, Pierre Vassiliu, Manu Dibango, Claude Nougaro, The Silencers, Lionel D, Massilia Sound System, Pauline Ester, Carlos Santana, The Stranglers ; Exposition « L’Homme au cœur de tout », histoire des relations entre communistes et catholiques.
- 1992 : MC Solaar, Kent, The Kinks, Calvin Russell, John Trudell, Ray Barretto, Bernard Lavilliers (invité : Léo Ferré), Carole Laure ; Exposition « Aragon dans son siècle ».
- 1993 : Princess Erika, Michel Fugain, Pierre Perret, Les Wampas, Serge Reggiani, Willy DeVille, Renaud, Little Bob ; Exposition « Notre planète vue du ciel ».
- 1994 : Johnny Clegg, IAM, Midnight Oil, No One Is Innocent, Sinclair, Allain Leprest, Philippe Léotard, Khaled, Buzy ; Exposition « Les plus grands faits de la période 1939–1944, de l’insurrection et de la Libération », par le Comité national pour la célébration du 50e anniversaire de la Libération.
- 1995 : Bernard Lavilliers et Ray Barretto, Jacques Higelin, Lofofora, Jamiroquai, Les Garçons bouchers, Les Rita Mitsouko, Richard Galliano, Daran et les chaises, Gérard Siracusa, Gérard Pansanel et Antonello Salis ; Jean-Marc Padovani ; Exposition pour le centenaire de la naissance de Paul Éluard. Exposition « Le Mouvement Ouvrier sur les murs de France » par Alain Gesgon.
- 1996 : Maxime Le Forestier, Zebda, Noa, Positive Black Soul, Morphine, Jimmy Cliff, Miossec, Alan Stivell ; Exposition : le musée de la Résistance de Champigny met à la disposition de la Fête l’exposition des photos de Willy Ronis « À nous la vie. 1936–1958 ».
- 1997 : Robert Charlebois, Cesária Évora[55], Celtas Cortos, The Wailers, Orchestre national de Barbès, Louis Bertignac, Louis Chedid, Massilia Sound System, Nèg' Marrons ; Spectacle en hommage à Louis Aragon : « L’Heure Aragon ».
- 1998 : Sinsemilia, Cheb Mami, Têtes raides, Pigalle, Clarika, Idir, Julien Clerc, Manu Dibango, Au p'tit bonheur, Raggasonic, Jean Guidoni.
- 1999 : Raoul Petite, Astonvilla, Juliette Gréco, Beverly Jo Scott, Jacques Higelin, Matmatah, Thiéfaine, Kent, Enzo Enzo.

### Années 2000
- 2000 : Eddy Mitchell[56], Tonton David, Sergent Garcia, Sapho.
- 2001 : Manu Chao[57], Ska-P, Patrick Bruel, Compay Segundo, Eiffel, la Grande Sophie, Daddy Mory, Nuttea.
- 2002 : Yann Tiersen avec Dominique A, Miossec, Têtes raides, Le Maximum Kouette, Ismaël Lô, Tiken Jah Fakoly, Sinsemilia, Sinclair, Yannick Noah, Ernesto « Tito » Puentes, Les Motivé-e-s.
- 2003 : Massilia Sound System, Jean-Louis Aubert (invité : Raphaël), Zazie, Touré Kunda, Lo'jo, Marc Lavoine, Arno, les Fatals Picards, Marcel et son orchestre, Noir Désir devait faire un duo avec Zebda, mais ce concert a été annulé en raison du meurtre de Marie Trintignant commis par Bertrand Cantat. La scène du vendredi soir a été donnée à Dolly, Blankass et Dionysos, ce dernier groupe devant ensuite annuler en raison du décès de la mère de Mathias Malzieu. Exposition « L’Humanité dans le siècle ». Exposition « Attention jeunes, l’Humanité dans l’art du temps » : présentation des œuvres de quarante jeunes artistes peintres.
- 2004 : Youssou N'Dour, Sanseverino[58], Tryo, Marcel et son orchestre, Le Peuple de l'herbe, Les Motivé-e-s, Têtes raides, Babylon Circus, The Rasmus, Java, Dub Incorporation, An Pierlé, Alain Bashung[59]. Exposition « Cent peintres pour les cent ans de l’Huma ». Exposition « Jean de Encres, Jean des Sources » consacrée à Jean Ferrat.
- 2005 : Amadou et Mariam, Asian Dub Foundation, Bernard Lavilliers[60], Archive, Emir Kusturica and The No Smoking Orchestra, Juliette, le Chœur de Radio France, The Offspring, Tiken Jah Fakoly, Mickey 3D. Exposition peinture abstraite au XXe siècle.
- 2006[61] : Diam's, Raphaël, Têtes raides, Cali, Sam Bettens, Big Mama, The Subways, Tandem, Ministère des affaires populaires, Seeed, The Herbaliser, Keny Arkana.
- 2007 : Renaud, Ayọ, Johnny Clegg, Orchestre Philharmonique de Radio France (West side Story), Luke, The Stooges, Grand Corps Malade, Razorlight, Les Fatals Picards, Les Ogres de Barback, Olivia Ruiz, The John Butler Trio.
- 2008 : Alain Bashung, Arno, Babyshambles, Cali, Dub Incorporation, Iggy Pop, Femi Kuti, Gilles Servat, Moriarty, N.E.R.D, Orchestre national de France, Roger Hodgson (chanteur de Supertramp), Thomas Dutronc, Tiken Jah Fakoly, Volo, Seth Gueko, Scred Connexion. Exposition « 1968/2008 les artistes dans la rue » (…) des artistes reconnus tels que Jean Dubuffet, Ernest Pignon-Ernest, Pierre Alechinsky ou Jacques Villeglé, pour n’en citer que quelques-uns, côtoient des graffeurs et artistes urbains contemporains comme Miss.Tic, Speedy Graphito, Faucheur et bien d’autres[62].
- 2009[63] : Orchestre français des Jeunes de Radio France, Cocoon, Deep Purple, The Kooks, Keziah Jones, Arthur H, Maxime Le Forestier, Julien Clerc, Manu Chao, Les Wampas, Allain Leprest.

### Années 2010
- 2010 : Jacques Dutronc, Alain Souchon, Raggasonic, Caravan Palace, The Prodigy, Danakil, Dee Nasty, Madness, Simple Minds[64], Orchestre philharmonique de Radio France, Juan Rozoff, Volo, hommage à Jean Ferrat (avec Allain Leprest, Jehan, Enzo Enzo, André Minvielle, Médéric Collignon, Francesca Solleville, Clarika, Sanseverino et D' de Kabal présenté par Michel Drucker).
- 2011 : Fat Freddy's Drop[65], Soprano, Gaëtan Roussel, Avril Lavigne remplace Sum 41 (le chanteur ayant un problème de santé), Nolwenn Leroy, Yannick Noah, HK et Les Saltimbanks, No One Is Innocent, Patrice.
- 2012[66] : Patti Smith, New Order, BB Brunes, Orchestre National de France, Hubert-Félix Thiéfaine, Bénabar, Pete Doherty, Shaka Ponk, Parov Stelar, Dub Incorporation.
- 2013[67] : -M-, Archive, Jamel Debbouze, Asaf Avidan, Tryo, Féfé, Jamel Comedy Club, Orchestre national de France, Asian Dub Foundation, Flavia Coelho, Sanseverino, Didier Super.
- 2014[68] : Scorpions, Massive Attack, IAM, Bernard Lavilliers, Ayọ, Les Ogres de Barback, Alpha Blondy, Yves Jamait.
- 2015[69] : Manu Chao, Texas, Shaka Ponk, Method Man and Redman, Youssoupha, La Famille Chedid (Louis Chedid, Matthieu Chedid, Joseph Chedid, Anna Chedid), Juliette Gréco, Soviet Suprem, Tiken Jah Fakoly and Friends (Concert Solidarité avec l'Afrique), Les Innocents, Les Fatals Picards.
- 2016[70] : Laurent Voulzy et Alain Souchon, The Avener, Michel Polnareff, Lauryn Hill, The Chemical Brothers, Rokia Traoré, Caribbean Dandee, The 1975, Danakil, Ludwig von 88, Lindsey Stirling.
- 2017 : Iggy Pop, Renaud, « L'Âge d'Or du Rap Français » : Assassin, Passi, Busta Flex, S-Crew, Dub Inc.
- 2018 : NTM[71], Bigflo & Oli.
- 2019 : Aya Nakamura, Soprano, Shaka Ponk[72].

### Années 2020

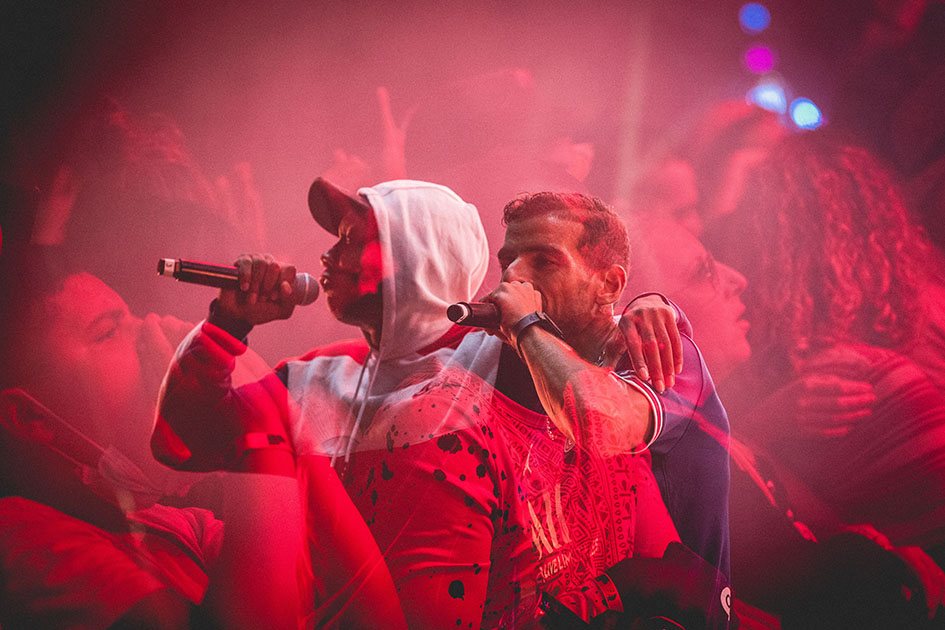
10 septembre 2021, La Courneuve, Scène Angela Davis (Grande Scène) pour le concert de Fianso.

- 2020 : édition annulée dans sa forme standard à cause de la pandémie de Covid-19.
- 2021 : Tryo, Boulevard des Airs, IAM[73], Suzane, Louis Chedid, Alain Souchon, Yseult, Fatoumata Diawara, Soso Maness, Dionysos, Hervé, Lofofora, La Caravane Passe, The Psychotic Monks, Structures, KT Gorique, Lulu VanTrapp, Washington Dead Cats, Josman, Panda Dub, Claire Laffut, Little Bob Blues Bastards, Le Juiice, Fianso.
- 2022 : Sexion d'Assaut, Camélia Jordana, Ibeyi, Dutronc & Dutronc, Benjamin Biolay, Kungs, Laylow, Selah Sue, L'Impératrice, Christophe Maé, Kimberose, Gauvain Sers, Ziak, Skip the Use, Odezenne, Danakil, Ronisia, Soviet Suprem, Ladaniva, Deluxe, les Wampas, The Excitements, Catastrophe, Bagarre Club, Kid Francescoli, Terrenoire, Sniper[74].
- 2023 : Les Fatals Picards, Angèle, Bigflo & Oli, Djadja & Dinaz, Zaho de Sagazan, Soolking, La Femme, Hubert-Félix Thiéfaine, Mass Hysteria, Dub Inc, Souad Massi, Goran Bregović, Suzanne Vega, Caballero & JeanJass, Ashe 22, Sidi Wacho, Martin Luminet, Florent Marchet, Rebeka Warrior, Les Vulves Assassines, Juste Shani, Michel Cloup, u.r.trax[75].
- 2024 : SCH, Calogero, MC Solaar, Heuss l'enfoiré, Pomme, Angelique Kidjo, Jain, Santa, Anetha, Jahneration, Vladimir Cauchemar, Calema, La Rumeur, Mentissa, Gwendoline, BEN plg, Marguerite Thiam, Tiken Jah Fakoly, Tinariwen. Alice Animal, Jeff Mills, Johan Papaconstantino, Johnny Montreuil, Juniore, Kalash Criminel, Kerchak, La Ruda, Lala &ce, Louise Attaque, Sandra Nkaké, Thérèse, Voyou, Worakls Orchestra, Zélie.Initialement annoncés, Louane et Calema annulent leur venue et sont remplacés par Shaka Ponk et Les Vulves Assassines[76],[77],[78].
- 2025 : Patti Smith Quartet, Eddy de Pretto, ascendant vierge, Fianso, Hoshi, Meute, Adé, Aliocha Schneider, Les Ogres de Barback & La Rue Kétanou, 47SOUL[79], Adèle Castillon, Bagarre, Camille Yembe, Canelle Doublekick, Cassius, DJ Gigola, Dynamite Shakers, GIMS, Kalash, Kompromat, L'Entourloop, La Haine - Jusqu'ici rien n'a changé, Malik Djoudi, Manu le Malin, Mathilde, Orange Blossom, Pogo Car Crash Control, Saïan Supa Celebration, Tif, Tracy de Sá & The Defenders, Tshegue, Waly Dia, Youssou NDour, Youssoupha, Zamdane.

## Fréquentation
| Année | Dates              | Fréquentation     | Stands | Lieu              |
| ----- | ------------------ | ----------------- | ------ | ----------------- |
| 1930  | 7 septembre        | 1 000             | 29     | Bezons            |
| 1931  | 13 septembre       |                   |        | Athis-Mons        |
| 1932  | 2 septembre        | 50 000            | 80     | Garche            |
| 1935  | 1er septembre      | 150 000           | 350    | Garche            |
| 1936  | 30 août            | 300 000           | 300    | Garche            |
| 1945  | 2 septembre        | 1 000 000         |        | Bois de Vincennes |
| 1957  | 7 septembre        | 320 000           |        | Montreuil         |
| 1963  | 8 septembre        | 600 000           |        | La Courneuve      |
| 1977  | 10 et 11 septembre | 1 000 000         |        | La Courneuve      |
| 1992  | 12 et 13 septembre | 600 000           |        | La Courneuve      |
| 2004  |                    | 600 000           |        | La Courneuve      |
| 2005  | 9 au 11 septembre  | 600 000           |        | La Courneuve      |
| 2009  |                    | 600 000           |        | La Courneuve      |
| 2016  | 9 au 11 septembre  | 450 000           |        | La Courneuve      |
| 2017  | 8 au 10 septembre  | 550 000           |        | La Courneuve      |
| 2018  | 7 au 9 septembre   | 800 000           |        | La Courneuve      |
| 2019  | 13 au 15 septembre | 450 000           | 450    | La Courneuve      |
| 2021  | 10 au 12 septembre | 110 000 *         |        | La Courneuve      |
| 2022  | 9 au 11 septembre  | 320 000 à 400 000 |        | Plessis-Paté      |
| 2023  | 15 au 17 septembre | 430 000           | 567    | Plessis-Paté      |
| 2024  | 13 au 15 septembre | 450 000           |        | Plessis-Paté      |
| 2025  | 12 au 14 septembre |                   |        | Plessis-Paté      |

*Jauge réduite du fait de la crise sanitaire.